# Bürgereid

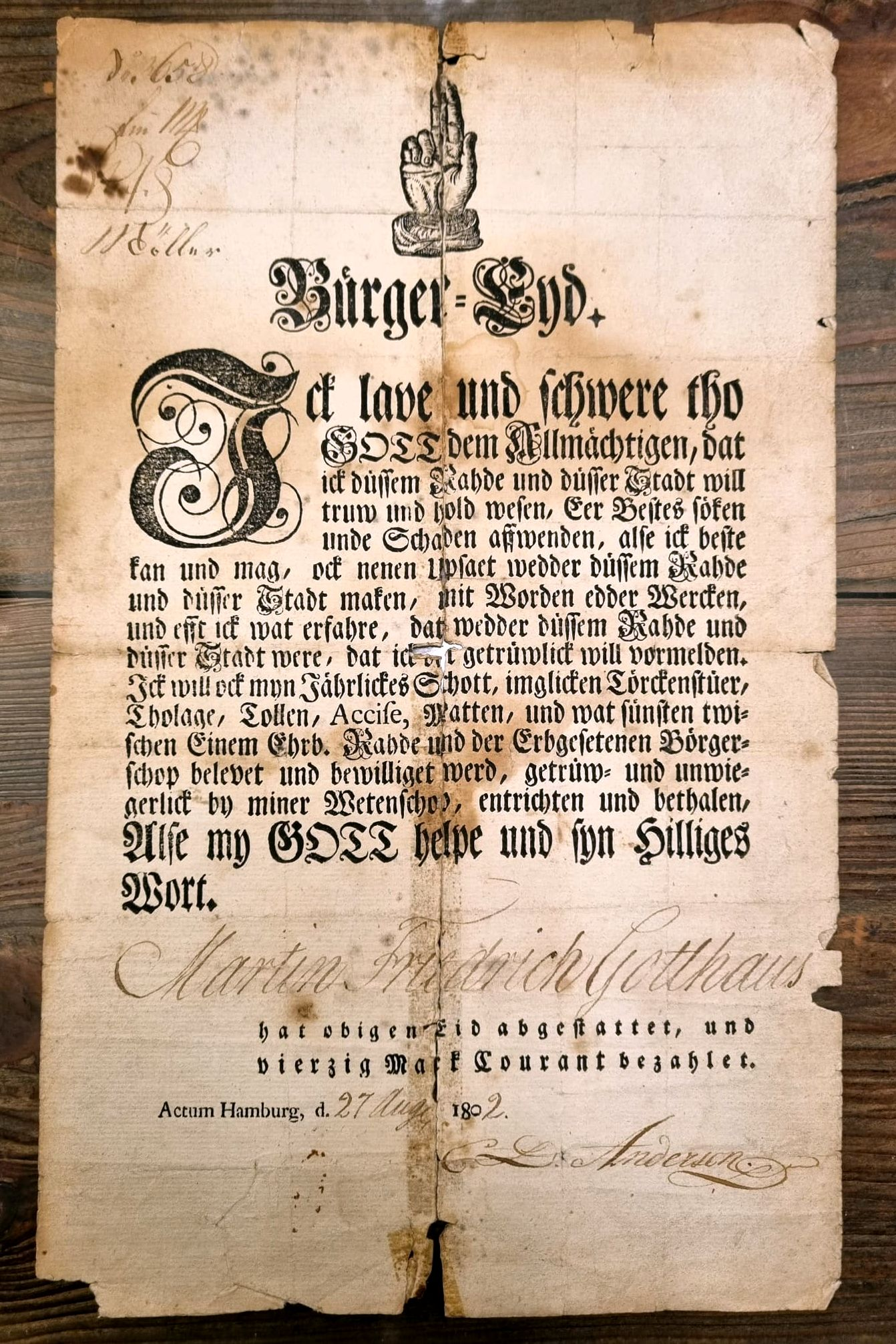
Urkunde über den geleisteten Bürgereid und das gezahlte Bürgergeld von 40 Mark Courant, ausgestellt in Hamburg 1802

Ein Bürgereid ist die Verpflichtung von Neubürgern einer mittelalterlich-frühneuzeitlichen Stadt, sich an die gegebene Rechtsordnung zu halten und die örtliche Regierung zu respektieren. Der Bürgereid war meist die Voraussetzung dafür, die Bürgerrechte einer Stadt zu erhalten. Sein genauer Wortlaut wurde durch die Stadt schriftlich geregelt und oftmals im Stadtbuch oder im Bürgerbuch festgehalten. Der Bürgereid wurde jeweils am Schwörtag abgelegt. Typologisch wird der Bürgereid zu den promissorischen Eiden (Versprechens-Eiden) gezählt.

## Beispiele
Um die Mitte des 15. Jahrhunderts wurde in Bozen bei der Eidleistung den neu aufzunehmenden Bürgern bzw. Inwohnern aufgetragen, folgende Pflichten durch ihren Eid zu beschwören:
1. Treue dem Landesfürsten;
2. Gehorsam gegenüber Stadtrat und Bürgermeister;
3. Bekleidung bzw. Erfüllung aller Ämter und Dienste, die vom Stadtrat im Sinn des Gemeinwohls (wolfart) übertragen werden;
4. Mithilfe im Katastrophenfall (lanndsneten, auflauffen, durchzigen, sterbleiffen, prunsten, wassergefarn etc.), die die Stadt treffen.

Im Zuge der Reformation in Memmingen (ab 1513) wurden 1525 die Geistlichen in Zünfte aufgenommen und besteuert, und es wurde ihnen der Bürgereid abgenommen.
Während der Französischen Revolution wurde zur Umsetzung der Zivilverfassung des Klerus im November 1790 ein Bürgereid von Bischöfen und Priestern verlangt. Etwa die Hälfte der Priester weigerte sich; nur sieben Bischöfe von insgesamt 135 Amtsträgern legten ihn ab. Viele Priester leisteten ihn gegen ihre Überzeugung, um Nachteile zu vermeiden und die Seelsorge aufrechtzuerhalten. Es kam zu einer Spaltung der Kirche zwischen eidleistenden Priestern (église constitutionelle) und romtreuen Klerikern (église romaine).